# Afrocentrisme

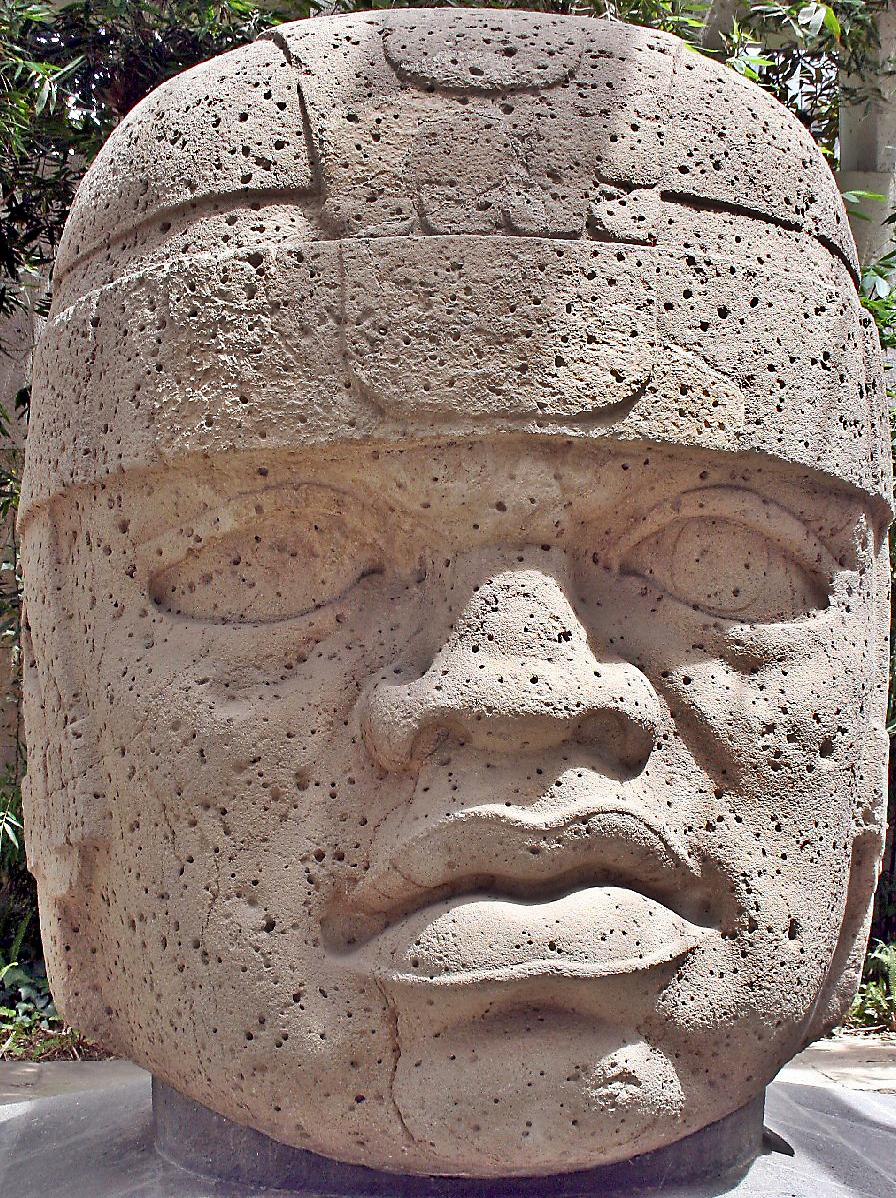
Molts autors afrocentristes veuen els olmecs, una civilització nativa americana del primer mil·lenni aC, com a africans o influenciats pels africans.

L'afrocentrisme és la ideologia que vol reivindicar l'aportació específica de les cultures africanes al cànon universal, al marge de les influències occidentals fruit de la colonització i l'imperialisme. Començà a desenvolupar-se a principis del segle xx, tot i que el terme va aparèixer per primer cop en 1962 dins una entrada homònima a l'Encyclopedia Africana.

## Tesis principals
Malgrat la dispersió geogràfica i lingüística dels autors, alguns a la diàspora, les idees més comunes de l'afrocentrisme poden agrupar-se en dos vessants principals, aquelles que subratllen el caràcter africà de civilitzacions prestigioses o les aportacions africanes a la cultura mundial, d'una banda; i aquelles que fam èmfasi en el caràcter diferencial, mantingut al llarg del temps, de la cosmovisió africana, sovint lligada a moviments polítics per a la unió continental o en defensa de la negritud.

### Aportacions africanes a la cultura universal
Una de les primeres polèmiques històriques lligades a l'afrocentrisme va girar al voltant de l'antic Egipte, ja que publicacions com el Journal of Negro History van afirmar que els antics egipcis eren de raça negra, essent així una de les primeres grans civilitzacions del continent que van estendre la seva influència fora de les seves fronteres. La controvèrsia sobre la raça dels antics egipcis va esclatar quan altres estudiosos s'inclinaren per un origen semita del poble dels faraons. James Mona Georges, en el bàndol afrocèntric, va afirmar que gran part de la mitologia i la filosofia gregues provenien dels escrits egipcis (kemet) i, per tant, serien el fruit d'una llavor negra al pensament occidental.
S'ha afirmat també que podria haver existit un contacte entre els africans primitius i els pobles precolombins, que hauria deixat una influència a la tradició olmeca, un extrem altament contestat per la comunitat acadèmica

### Especificitat cultural africana
William Edward Burghardt Du Bois va ser un dels pioners en afirmar que existia una filosofia pròpia de l'Àfrica de l'Oest, diferent de les tradicions dominants hereves del món grecollatí. L'africanisme va fundar-se sobre aquesta assumpció d'especificitat cultural, i va esdevenir una branca independent dels estudis culturals. Els partidaris de l'afrocentrisme, però, critiquen sovint l'africanisme primigeni, massa fundat en prejudicis europeistes, que fa èmfasi en aspectes populars i exòtics i no situa al mateix nivell la tradició africana que l'occidental.
Els afrocentristes reclamen que l'educació dels infants africans inclogui aquesta visió específica de la seva cultura per fugir del colonialisme cultural, reivindicant els rituals i la tradició oral en la llengua materna de les diferents cultures africanes, sovint negligides a l'escola. Aquesta educació seria extensiva als descendents negres a la diàspora, com per exemple els afroamericans. Diversos moviments espiritualistes reclamen un ensenyament de la religió que tingui en compte el mestissatge entre el cristianisme i l'animisme que es dona en aquestes comunitats (teologia negra).
Diversos corrents es van lligar al Panafricanisme polític, que defensa la unió dels diferents països d'Àfrica en els àmbits de govern, econòmic, cooperació i projecció exterior.

## Crítiques
Els detractors de l'afrocentrisme argumenten que les tesis sobre les civilitzacions antigues són pseudohistòriques i que utilitzen mites com si fossin documents fiables o que parteixen de falses hipòtesis. Cauen en un etnocentrisme identitari similar al que intenten combatre i barregen sentiments nacionalistes amb realitats culturals. S'acusa els seus defensors de racisme, per associar-se amb corrents que promouen el suprematisme negre.